# 西三蔡氏民居
西三蔡氏民居亦名人民大街102号民居，位于中国浙江省丽水市松阳县西屏街道人民大街102号，为建于明末清初的民居建筑。建筑坐西朝东，泥木结构，正厅面阔五间、进深九檩，前后均设南北厢房（一正四间式），东辟石库门，两侧为细水磨砖砌筑的门墙。